# Дом 4
Дом 4 (англ. House IV) — американский триллер 1992 года режиссёра Льюиса Абернати, четвёртая и заключительная часть киносериала Дом. Фильм вышел сразу на видео.

## Сюжет
Роджер Кобб погибает в автокатастрофе, а его семья после этого события переезжает в старый семейный дом, который таит в себе сверхъестественные силы. Ситуация осложняется также и тем, что двоюродный брат умершего Роджера начинает уговаривать его вдову, чтобы та продала дом. Настойчивость брата вызывает у Келли определённые сомнения и она всё-таки отказывает в продаже дома.

## В ролях
- Уильям Кэтт — Роджер Кобб
- Терри Триз — Келли, вдова Роджера
- Даббс Грир — Папаша

## Связь с прошлыми частями серии
В фильме со времён первой части появляется такой персонаж как Роджер Кобб, однако с другой женой и ребёнком женского пола. Внешний вид дома также отличается от такового в первой части.

## Отзывы
Фильм получил негативные отзывы зрителей — на сайте The Internet Movie Database рейтинг картины составляет 2.6 из 10 баллов.